# Services aux animaux familiers
Les services des animaux familiers regroupent l'ensemble des professions, en relation directe avec les animaux familiers, permettant à leurs maîtres de se décharger sur un professionnel compétent, d'une partie des activités qui leur sont dédiées. 
Ces activités sont répertoriés par l'Insee sous le code APE 96.09Z (autres services personnels non classés ailleurs) selon la nomenclature d’activités française (NAF 2008).

## Contexte
En France, en 2012, la moitié des foyers compte au moins un animal de compagnie. Chez les propriétaires de chiens, 24% utilisent des services de toilettage, 15% des services de dressage, et 6% une pension pour animaux.

## Différents métiers
Les principales activités de ces services sont, notamment :
- Comportementaliste ;
- Éducateur canin ;
- dresseur (pour les animaux d'utilité) ;
- Pensionneur pour animaux de compagnie ;
- Promeneur de chien ;
- Fourrières ;
- Refuges ;
- Services d'incinération et cimetières pour animaux.
- Toiletteur ;
- Ambulancier animalier
- Garde à domicile
- Taxi animalier

Les personnels salariés des entreprises ayant l'une des activités décrites ci-dessus ressortissent obligatoirement de la Convention collective nationale Fleuristes, vente et services des animaux familiers. L'application de la convention collective à ces salariés revêt un caractère obligatoire en raison de son extension ainsi que de celle des accords collectifs qui y sont incorporés.

## Organisations professionnelles
Le Groupe travailleurs indépendants auprès des animaux France-Formation (GTAAF) regroupe l'ensemble des métiers des services animalier. Le groupe est basé à Marcilloles en Isère.
Le Mouvement professionnel francophone des éducateurs de chiens de compagnie (MFEC) est une association qui regroupe des professionnels de l’éducation et du comportement canin.
Le Synapses, syndicat professionnel créé en juillet 2011 défend les intérêts de tous les acteurs de la filière des animaux domestiques et non domestiques, quel que soit le type d'entreprises d'appartenance ou le statut de ces professionnels.
Le Syndicat professionnel des métiers et services de l'animal familier (PRODAF) est la seule organisation professionnelle du secteur à être signataire de la convention collective Fleuristes, vente et services des animaux familiers dont sont ressortissants les salariés des entreprises exerçant à titre principal les activités de vente de produits et animaux familiers (animaux, nourriture et accessoires pour animaux familiers) ou de services aux animaux familiers (toilettage, éducatrisme animalier, éducation canine, dressage, pension pour animaux)
Le Syndicat National des Professionnels du Chat et du Chien (SNPCC), syndicat d'éleveurs, défend les intérêts des éducateurs canins.
La Fédération Nationale des Métiers de la Jardinerie (FNMJ) est l'unique représentant des 1 200 jardineries-animaleries en France.